# Witsenia maura
Witsenia maura là một loài thực vật có hoa trong họ Diên vĩ. Loài này được (L.) Thunb. miêu tả khoa học đầu tiên năm 1782.